# Shigemitsu Egawa
Shigemitsu Egawa (Mie, 31 januari 1966) is een voormalig Japans voetballer.

## Carrière
Shigemitsu Egawa speelde tussen 1984 en 1997 voor Honda, Nagoya Grampus Eight en Vissel Kobe.